# Catabrosa werdermannii
Catabrosa werdermannii là một loài thực vật có hoa trong họ Hòa thảo. Loài này được (Pilg.) Nicora & Rúgolo mô tả khoa học đầu tiên năm 1981.